# Notopalaeognathae
Notopalaeognathae là một nhánh chim thuộc phân thứ lớp Palaeognathae, bao gồm bộ Rheiformes (đà điểu Nam Mỹ), nhánh Novaeratitae (kiwi, đà điểu đầu mào,...), bộ Tinamiformes và bộ tuyệt chủng Dinornithiformes (moa). Mối quan hệ chính xác của nhóm này chỉ mới được phát hiện gần đây, với các loài của Tinamiformes và moa có chung một tổ tiên, và kiwi có quan hệ họ hàng gần hơn với đà điểu Emu và đà điểu đầu mào. Loài chim voi đã tuyệt chủng của Madagascar gần đây đã được xác định là có họ hàng gần nhất với kiwi. Đà điểu Nam Mỹ là nhánh cơ bản nhất của nhánh Notopalaeognathae vì chúng là nhóm chị em với Novaeratitae. Struthionidae (Họ Đà điểu) là nhóm chị em của Notopalaeognathae.